# Đội tuyển bóng đá nữ quốc gia Liên Xô
Đội tuyển bóng đá nữ quốc gia Liên Xô là đội tuyển đại diện cho Liên Xô ở môn bóng đá nữ, do Liên đoàn bóng đá Liên Xô quản lý. Đội được thành lập vào năm 1990 và chỉ tồn tại một thời gian ngắn trước khi Liên Xô tan rã một năm sau. Oleg Lapshin là người đảm nhiệm cương vị huấn luyện viên trong 20 tháng tồn tại của đội tuyển.

## Thi đấu
Đội tuyển nữ Liên Xô gặp Bulgaria ở Kazanlak vào ngày 26 tháng 3 năm 1990 trong trận đầu ra mắt. Tatyana Verezubova, A. Bezmenova và Irina Gnutova là các cầu thủ ghi bàn giúp cho Liên Xô chiến thắng 4–1. Hai tuần sau họ có trận đấu đầu tiên trên sân nhà khi hòa 0–0 trước đối thủ mạnh Na Uy ở Sevastopol. Liên Xô không tham dự vòng loại Giải vô địch bóng đá nữ châu Âu 1991 mà phải tới tháng 10 năm 1991 họ mới có lần đầu xuất hiện tại giải đấu khi thắng Hungary 2–1, trong trận đấu thuộc khuôn khổ vóng loại Giải vô địch bóng đá nữ châu Âu 1993. Đây cũng là trận đấu cuối cùng của đội, khép lại quãng thời gian ngắn ngủi với 9 thắng, 9 hòa và 16 thất bại. Trận đấu thứ hai tại bảng đấu vòng loại của Liên Xô diễn ra vào năm 1992, sau khi Liên đoàn bóng đá Liên Xô giải thể. Nga trở thành đội tuyển thay thế cho đội tuyển nữ Liên Xô tại các trận đấu quốc tế trở về sau.